# Ulica Hetmańska w Poznaniu
Ulica Hetmańska – ulica w południowej części Poznania biegnąca z zachodu w kierunku wschodnim. Stanowi fragment II ramy komunikacyjnej miasta oraz drogi wojewódzkiej nr 196, a dawniej także nr 433.

## Nazewnictwo i historia
Fragment ulicy przebiegający od wiaduktu w ciągu linii kolejowych nr 3, 271 i 272 do ronda Żegrze oficjalnie otrzymał swoją nazwę na mocy decyzji Miejskiej Rady Narodowej na sesji z dnia 1 grudnia 1988 roku. Odcinek ten można było znaleźć podpisany jako ulica Hetmańska na mapach sięgających II połowy lat 70..
W 1999 arteria została zmodernizowana na odcinku od ul. Głogowskiej do Ronda Starołęka.

## Kategoryzacja i transport publiczny
Od lat 70. do 1985 roku na odcinku od ulicy Głogowskiej do Ronda Starołęka była częścią drogi międzynarodowej E83, następnie od 14 lutego 1986 roku do 2012 r. znajdowała się w ciągu drogi krajowej nr 5 i trasy europejskiej E261, zaś w latach 1986–2014 na całej długości stanowiła część drogi krajowej nr 11, która obecnie omija Poznań zachodnią obwodnicą.
Środkiem arterii przebiega, na całej długości, dwutorowa trasa tramwajowa, na której zlokalizowano następujące przystanki (od zachodu): Arciszewskiego, Głogowska/Hetmańska, Kolejowa, Traugutta, Rolna, Hetmańska Wiadukt, Rondo Starołęka, Rondo Żegrze.

## Opisane obiekty
- Osiedle Hetmańskie,
- szkoła podstawowa nr 77,
- Skalar Office Center,
- wiadukty kolejowe (m.in. linia E20),
- zakłady HCP,
- market Lidl,
- Galeria Green Point,
- Nieczynna zajezdnia tramwajowa MPK Madalińskiego,
- restauracja McDonald’s (z McDrive) razem ze stacją benzynową BP
- teren zlikwidowanego cmentarza ewangelickiego św. Mateusza,
- Łęgi Dębińskie,
- Most Przemysła I nad Wartą,
- Park Nad Wartą,
- Rondo Starołęka,
- Poznańska Fabryka Maszyn Żniwnych „Agromet”,
- Osiedle Armii Krajowej,
- Rondo Żegrze.